# 49702 Koikeda
49702 Koikeda è un asteroide della fascia principale. Scoperto nel 1999, presenta un'orbita caratterizzata da un semiasse maggiore pari a 2,3109751 UA e da un'eccentricità di 0,1700561, inclinata di 7,46142° rispetto all'eclittica.